# Collin Quaner
Collin Quaner (Düsseldorf, 18 giugno 1991) è un ex calciatore tedesco, di origini ghanesi, di ruolo attaccante.